# 喬惟忠
喬 惟忠（きょう いちゅう、明昌3年（1192年） - 定宗元年5月27日（1246年7月11日））は、金朝末期からモンゴル帝国初期にかけて活躍した人物。字は孝先。涿州定興県の出身。
『元史』には立伝されていないが『遺山先生文集』巻29千戸喬公神道碑銘にその事蹟が記され、『新元史』には千戸喬公神道碑銘を元にした列伝が記されている。

## 概要
喬惟忠は後に上官となる張柔と同郷の出身であった。祖父の喬恩、父の喬順は代々農家であったが、義侠の徒として知られていたという。金朝の大安年間（1209年-1211年）頃に同郷の若者が戦功を立てたことに発奮して遊侠の徒となり、モンゴル軍の金朝侵攻を迎えた。
モンゴル軍の侵攻と、金朝朝廷の南遷（貞祐の南遷）によって河北各地が荒廃すると、張柔は自立して太行山脈一帯に独自の勢力を築いた。そこで喬惟忠も一族や郷里の仲間を率いて張柔の配下に入り、保西山の東の流堝で別に一軍を率いた。当初、張柔は河北奪還を志す金朝の将軍の苗道潤に従っており、喬惟忠もその指揮下に入って定遠大将軍・恒州刺史の地位を授けられた。しかし苗道潤が同僚の賈瑀に殺害されたことで苗道潤の率いていた軍団は内部分裂を起こし、張柔は賈瑀との対立の末に1218年（戊寅）8月にモンゴル軍に降ることとなった。
張柔に同行せず流堝を守っていた喬惟忠はモンゴル軍への投降を受け容れず、数十度にわたるモンゴル軍との戦闘を経てようやく降ることになった。しかし張柔はかえって喬惟忠の忠義を高く評価し、以後腹心の部下として重用するようになる。南宋を正統と奉じる彭義斌が東平一帯を平定したときには、真定の南まで進出してきた数千の軍団を喬惟忠が僅か数百騎で撃ち破る功績を挙げている。
1215年（乙亥）、武仙が真定でモンゴルに対して叛乱を起こした時には、張柔とともに武仙討伐のため出陣した。敗走した武仙は一時狼山塞を拠点としたが、この時惟忠は 「武仙は本拠地に帰ろうとするだろうが、これを阻めば我が軍にも大きな損害が出る。わざと武仙軍の帰路を空けて通らせ、逃げ場を失った所で攻撃すべきである」と諸将に提案し、果たしてこの策通りに武仙軍を大いに破ることに成功した。
その後、喬惟忠はモンゴル軍の山東方面進出に従軍し、彰徳を攻めた後に膝州の牙山まで至った。前線で突出していた惟忠軍の陣営はある時紅襖軍の夜襲を受けたが、喬惟忠は自ら矛を振るって敵軍を撃退したとされる。また、益都を本拠とする大軍閥の李全を攻めた時には、南宋軍の援兵数万を城下で破る功績を挙げている。この功績により、後に諸将が集った時に喬惟忠の勇敢さは格別のものであると褒め称えられたという。
この頃、張柔は満城に本拠を移して元帥府を開いており、惟忠は元帥都監、ついで左副元帥に任じられた。遠征軍が本拠に帰還した後は行両安州帥府事を兼ね、唐県に移っている。
第2代皇帝オゴデイの即位後、1231年（辛卯）からは第二次金朝侵攻にも加わり、三峰山の戦いで金軍を破った後、開封の包囲戦にも加わった。包囲戦の最中、金の皇帝の哀宗は側近の者達とともに逃れて北上せんとしたが、喬惟忠は先行する丞相の白撤を衛州で破り、黄龍岡まで追撃したことで哀宗を追い詰めた。北上の道を絶たれた哀宗はやむなく南下して際州に入り、モンゴル・南宋連合軍による包囲戦が行われることになった（蔡州の戦い）。
蔡州の戦いで名実ともに金朝が滅んだ後、1234年（甲午）に論功行賞が行われると、張柔は「臣の副官である喬惟忠は百戦して功績は最も多く、寵擢されることを乞います」と述べた。そこで喬惟忠は寶書・金符を授けられ、正式に行軍千戸の地位を与えられた。これは、従来漢人世侯が自称してきた称号と違ってモンゴル帝国が公認するもので、同じく張柔の部下であった賈輔も同時期に行軍千戸の地位を授けられた記録がある。その後は、張柔とともに南宋侵攻に従事し、棗陽軍・光州・黄州の攻略に功績を挙げている。
1242年（壬寅）秋頃より喬惟忠は病となり、1246年（丙午）5月27日に55歳にして亡くなった。「千戸喬公神道碑銘」では喬惟忠は美しい鬚髯を持ち、挙措は優雅で感情をあまり表に出さない人物であったと評されている。

## 家族
喬惟忠の妻である毛氏は広威将軍・潞州録事の毛伯朋の娘で、張柔の妻の姉でもあった。毛伯朋が本拠としていた北京大定府がモンゴル軍に攻め落とされたのが1215年2月のことで、これ以後移住してきた姉妹を喬惟忠と張柔が娶ったとみられる。また、張業の娘の一人を喬惟忠の息子が娶っており、このような密接な姻戚関係は喬惟忠が張柔にとって最も信頼おける部下であったことを反映しているとみられる。
息子は張珪・張琚・張琇・張琳ら5人おり、この内長男の張珪が地位を継いで千戸となった。娘も5人おり、また「千戸喬公神道碑銘」が作成された時点では男孫3人・女孫1人がいたが、いずれもまだ幼かったという。